# Aprostocetus calvus
Aprostocetus calvus är en stekelart som först beskrevs av Domenichini 1965.  Aprostocetus calvus ingår i släktet Aprostocetus och familjen finglanssteklar. Arten är reproducerande i Sverige. Inga underarter finns listade i Catalogue of Life.